# Letterbox

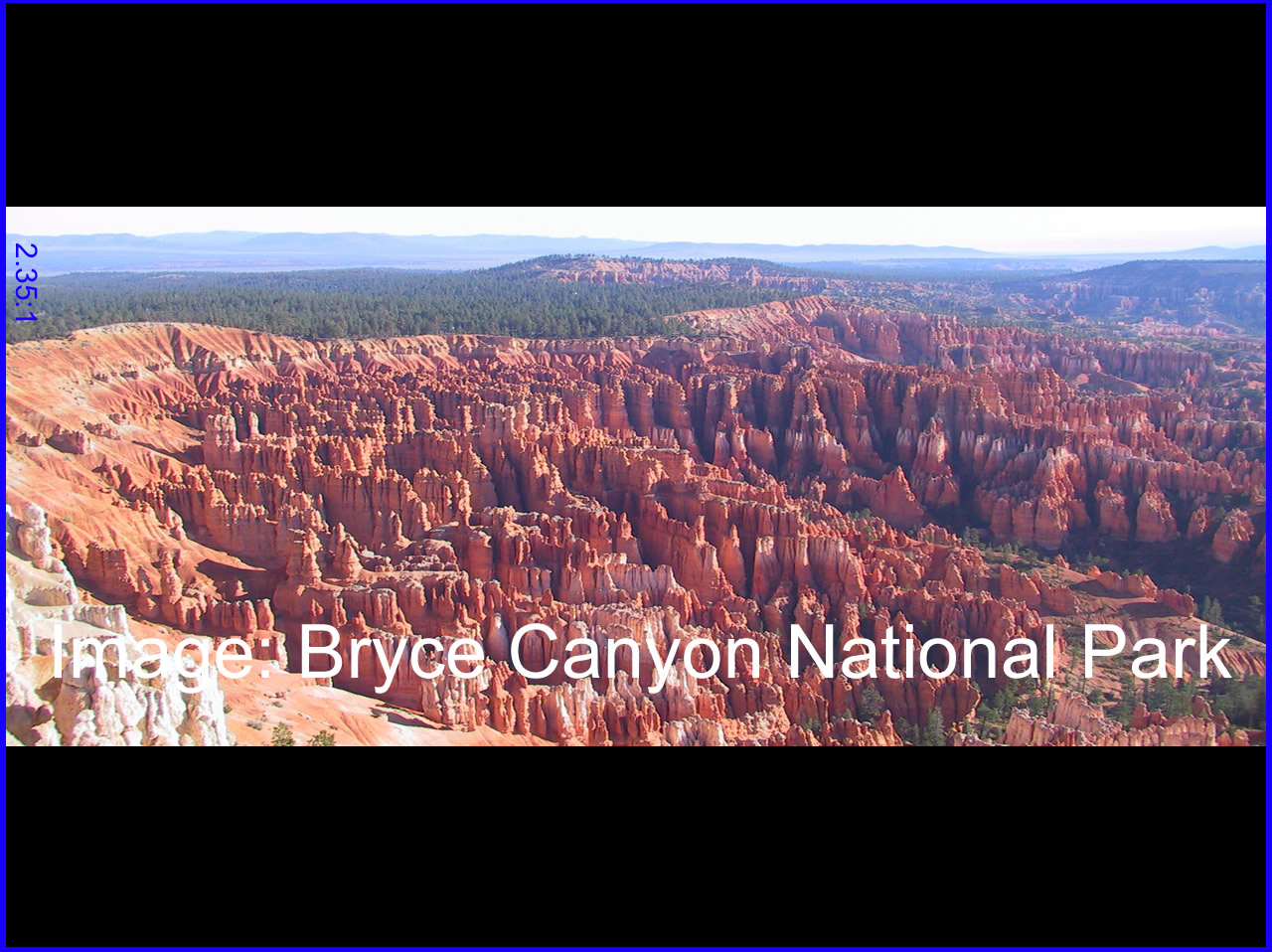
Каше на екрані телевізора 4: 3 при показі широкоекранного фільму із співвідношенням сторін кадру 2,35: 1

Letterbox, Letterboxing, техніка каше  — технологія показу широкоекранних кінофільмів по телебаченню стандартної чіткості зі збереженням вихідного співвідношення сторін зображення. При такій технології кінокадр займає не всю площу телезображення, а зверху і знизу передаються чорні поля, що заповнюють решту екрана. Термін походить від англійського виразу «поштова скринька» (англ. letter box), відображаючи кінцевий вигляд зображення, що нагадує вузьку довгу щілину для доставки кореспонденції.

## Історія
Такий спосіб перекладу широкоекранних форматів у формат з класичним співвідношенням сторін кадру є альтернативою панскануванню (англ. Pan & Scan), який передбачає обрізку вихідного зображення. При цьому зберігається первинний вигляд кінозображення, задуманий творцями фільму. Перші десятиліття історії телебачення не вимагали технічної хитромудрості при телекінопроєкціі, оскільки співвідношення сторін кадру в кінематографі було близьким до телевізійного. Звичайний формат зі співвідношенням 1,37: 1 майже збігався з телевізійним екраном 4: 3 (1,33: 1). «Широкоекранний бум» середини 1950-х років привів до створення безлічі кінематографічних форматів з екраном, удвічі ширшим за класичний і телевізійний. Тому, зі зростанням значущості демонстрації кінофільмів по телебаченню, кінопродюсери стали винаходити способи узгодження широкоекранних фільмів з телевізійними стандартами.
У порівнянні з технікою пансканування кашерування екрану (Letterboxing) найбільш прийнятно для більшості кіновиробників, бо зберігає первинний режисерський і операторський задум. Крім того, в цій техніці не вимагається вибір сюжетно важливої частини кадру під час перекладу формату і «панорамування» за допомогою різних пристроїв. Однак, головним недоліком екранного кашерування є зниження розбірливості зображення на порівняно невеликому екрані телевізора стандартної чіткості. Особливо це помітно в американському стандарті розкладання 525/60 з невеликою кількістю рядків зображення. У цьому стандарті при демонстрації повного кадру широкоекранного фільму із співвідношенням сторін 2,35: 1 використовується не більше 270 рядків. Це знижує якість кінопоказу, тому досі багато телеканалів, що віщають в стандартній чіткості, продовжують використовувати техніку пансканування. При масовому тиражуванні відеокопій фільмів на відеокасетах техніка обрізання кадру була найбільш популярна з тих же причин. Вперше екранне каше було використано в 1983 році при підготовці відеорелізу фільму «Амаркорд».
Letterboxing набув найбільшого поширення з появою широкоекранних телевізорів зі співвідношенням сторін екрану 16: 9. У такий екран набагато краще вписуються кіноформати з широким екраном, залишаючи зверху і знизу лише невеликі каше. Тому, телекомпанії, які транслюють в стандарті телебачення високої чіткості, розрахованого на такий екран, транслюють широкоекранні фільми тільки з кашеруванням екрана.